# (560) Delila
(560) Delila ist ein Asteroid des Hauptgürtels, der am 13. März 1905 von dem deutschen Astronomen Max Wolf in Heidelberg entdeckt wurde.
Der Asteroid ist nach der biblischen Figur Delila benannt.